# Екзекютив Комити (хребет)
Хребетът Екзекютив Комити (на английски: Executive Committee Range, букв. „Изпълнителен комитет“) е планински хребет в Западна Антарктида, Земя Мери Бърд, разположен на около 200 km южно от бреговете на Тихия океан. Простира се от север на юг на протежение от 80 km и се състои от 5 масива, които представляват изгаснали вулкани, издигащи се над ледения щит на Западноантарктическото плато. Най-високият от тях е изгасналият вулкан Сидли 4285 m (77°02′ ю. ш. 126°06′ з. д. / 77.033333° ю. ш. 126.1° з. д.), който представлява най-високата точка на Земя Мери Бърд. Югозападно от него е разположен изгасналия вулкан Веше 3292 m, а северно – изгасналите вулкани Хардиган 2815 m, Каминг 2612 m и Хамптън 3323 m. На север хребетът завършва с високия над 500 m леден обрив ЮСАС.
Изгасналите вулкани Сидли и Хардиган са открити на 18 ноември 1934 г. по време на разузнавателен полет на ръководителя на американската антарктическа експедиция Ричард Бърд, който наименува най-високата точка на Земя Мери Бърд в чест на Ема Сидли (1877 – 1938), дъщеря на предприемача Уилям Хорлик (1846 – 1936), спонсор на експедицията. Останалите тре изгаснали вулкана са открити на 15 декември 1940 г. също при разузнавателни полет на трима от участниците в следващата американска антарктическа експедиция, също ръковедена от Ричард Бърд и те са ноеменувани в тяхна чест. Целият хребет през 1961 г. е наименуван от Американската комисия по антарктическите названия в чест на Изпълнителнителния комитет, ръководещ на Американската антарктическа програма от 1939 до 1947 г. През 1958 – 60 г. на целия хребет е извършено аерофотозаснемане, на базата на което той е детайлно картиран.
- Топографска карта на изгасналите вулкани Хамптън и Каминг
- Топографска карта на изгасналите вулкани Хардиган, Сидли и Веше